# Europaparlamentsvalet i Tyskland 2004
Europaparlamentsvalet i Tyskland 2004 ägde rum söndagen den 13 juni 2004. Knappt 62 miljoner personer var röstberättigade i valet om de 99 mandat som Tyskland hade tilldelats innan valet. I valet tillämpade landet ett valsystem med partilistor, Hare-Niemeyers metod och en spärr på 5 procent för småpartier. Tyskland var inte uppdelat i några valkretsar, utan fungerade som en enda valkrets i valet. Däremot var det möjligt för politiska partier att endast ställa upp i en eller några av delstaterna. Till exempel ställde CSU endast upp i delstaten Bayern, där systerpartiet CDU samtidigt avstod från att ställa upp.
Valet innebar att stort nederlag för de stora etablerade partierna, i synnerhet för det regerande Socialdemokraterna som tappade mer än 2,7 miljoner röster och därmed gjorde sitt sämsta val sedan andra världskriget. Partiet tappade över nio procentenheter av sitt väljarstöd och tio mandat. Även CDU tappade flera procentenheter och tre mandat. CSU tappade ett mandat.
Valets vinnare var Allians 90/De gröna och FDP. Allians 90/De gröna ökade med 5,5 procentenheter och sex mandat. FDP fördubblade sitt väljarstöd och passerade därmed femprocentsspärren, vilket gav partiet sju mandat. Det var första gången sedan Europaparlamentsvalet 1989 som partiet blev invalt i Europaparlamentet. Även vänsterpartiet Partei des Demokratischen Sozialismus ökade med ett mandat.
Valdeltagandet uppgick till 43,00 procent, en minskning med ett par procentenheter jämfört med valet 2004. Det blev därmed det lägsta valdeltagandet i ett tyskt Europaparlamentsval. Det innebar också att valdeltagandet låg under genomsnittet för hela unionen. Deltagandet var också lågt ur ett tyskt perspektiv. Till exempel kan det jämföras med valdeltagandet i det tyska federala riksdagsvalet 2004 som uppgick till nästan 80 procent.

## Valresultat
| |         |  |            |        |
| | Andel   |  | Antal      | Mandat |
| CDU                                                                                                   | 36,51 % |  | 9 412 997  | 40     |
| CDU                                                                                                   | –2,77 % |  | –1 215 227 | –3     |
| Socialdemokraterna                                                                                    | 21,52 % |  | 5 547 971  | 23     |
| Socialdemokraterna                                                                                    | –9,18 % |  | –2 759 114 | –10    |
| Allians 90/De gröna                                                                                   | 11,94 % |  | 3 079 728  | 13     |
| Allians 90/De gröna                                                                                   | +5,50 % |  | +1 338 234 | +6     |
| CSU                                                                                                   | 8,00 %  |  | 2 063 900  | 9      |
| CSU                                                                                                   | –1,39 % |  | –476 107   | –1     |
| Partei des Demokratischen Sozialismus                                                                 | 6,12 %  |  | 1 579 109  | 7      |
| Partei des Demokratischen Sozialismus                                                                 | +0,33 % |  | +11 364    | +1     |
| FDP                                                                                                   | 6,07 %  |  | 1 565 431  | 7      |
| FDP                                                                                                   | +3,04 % |  | +745 060   | +7     |
| Övriga partier och kandidater                                                                         | 9,83 %  |  | 2 534 542  | 0      |
| Övriga partier och kandidater                                                                         | +4,46 % |  | +1 080 195 | ±0     |
| Ogiltiga och blanka röster                                                                            | 2,79 %  |  | 739 426    | 0      |
| Ogiltiga och blanka röster                                                                            | +1,30 % |  | +329 767   | ±0     |
| Valdeltagande                                                                                         | 43,00 % |  | 26 523 104 | 99     |
| Valdeltagande                                                                                         | –2,19 % |  | –945 828   | ±0     |
| Antal röstberättigade 61 682 394 49 EPP-ED 23 PES 07 ALDE 13 G/EFA 07 GUE/NGL 00 IND/DEM 00 UEN 00 NI |         |  |            |        |